# Fürthen

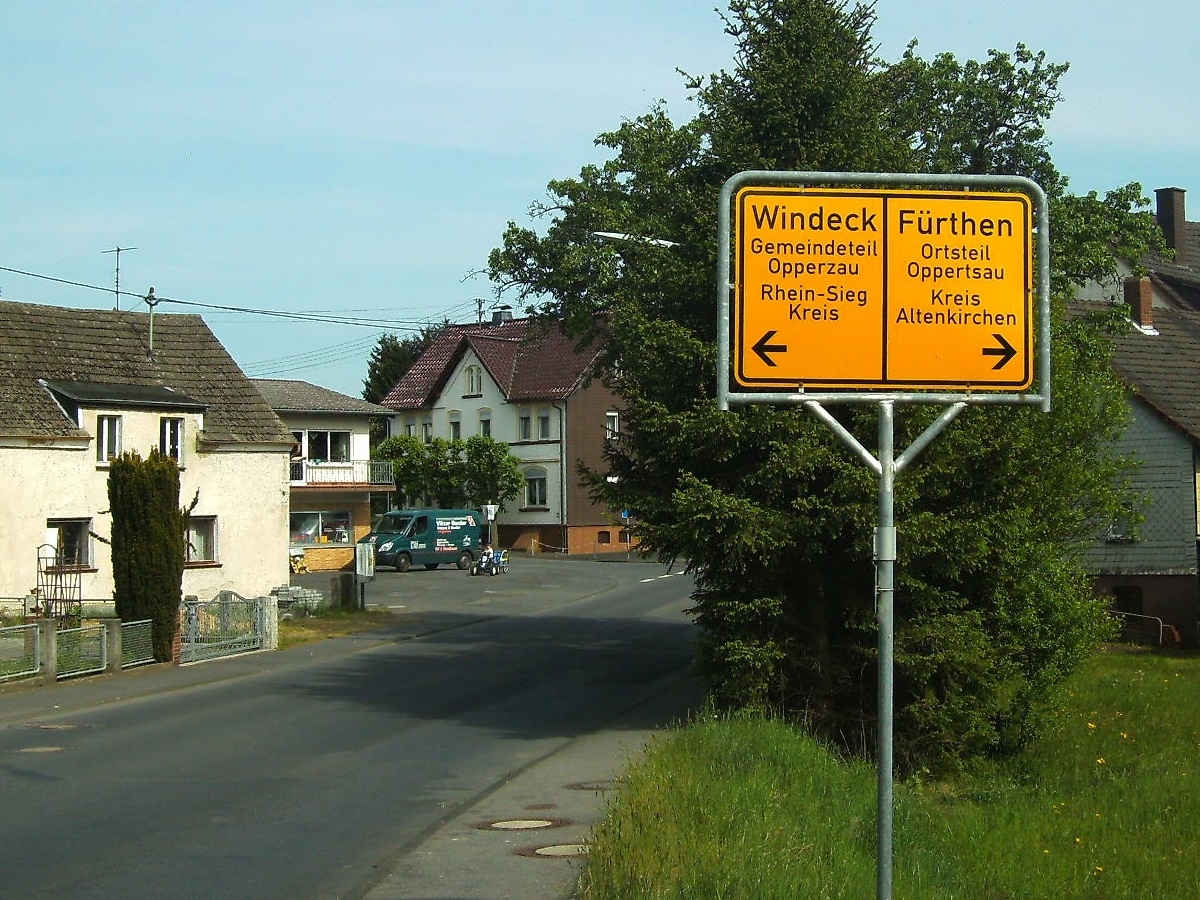
Diese Straße bildet auf 200 Metern die Landesgrenze

Fürthen ist eine Ortsgemeinde im Landkreis Altenkirchen (Westerwald) in Rheinland-Pfalz. Sie gehört der Verbandsgemeinde Hamm (Sieg) an.

## Geographie

### Geographische Lage
Die Ortsgemeinde Fürthen liegt direkt an Landesgrenze zu Nordrhein-Westfalen in einer Flussbogen der Sieg.

### Gemeindegliederung
Die Gemeinde besteht aus dem Hauptort sowie den Ortsteilen Opsen, Kappenstein, Mümmelbach und Oppertsau. Letzterer ist ein „geteilter“ Ort: durch ihn verläuft die Landesgrenze zwischen Rheinland-Pfalz und Nordrhein-Westfalen. Der zu Nordrhein-Westfalen gehörende Teil wird Opperzau geschrieben und gehört zur Gemeinde Windeck im Rhein-Sieg-Kreis.

### Nachbarorte
Nachbarorte von Fürthen sind die Ortsgemeinden Bitzen im Nordosten, Etzbach im Osten und Hamm im Süden, sowie die bereits zu Nordrhein-Westfalen gehörende Gemeinde Windeck mit ihren Ortschaften Au im Südosten und Opperzau.

## Geschichte
Bis Mitte des 17. Jahrhunderts gehörte Fürthen landesherrlich zur Grafschaft Sayn. Die Einwohner wurden nach der Einführung der Reformation in der Grafschaft Sayn erst lutherisch und später reformiert. Nach der Landesteilung der Grafschaft Sayn im 17. Jahrhundert zählte Fürthen zur Grafschaft Sayn-Hachenburg.
Fürthen bildete innerhalb des Kirchspiels Hamm einen „Sende“ genannten eigenen Verwaltungsbezirk, zu dem auch die Orte Kappenstein, Mümmelbach, Oppertsau, Opsen und Walbach gehörten. Die Grafschaft Sayn-Hachenburg war 1799 auf dem Erbweg an die Fürsten von Nassau-Weilburg gefallen. 1806 traten die beiden nassauischen Fürsten dem napoleonischen Rheinbund bei und Fürthen zählte ebenfalls von 1806 an zum Herzogtum Nassau.
Aufgrund der auf dem Wiener Kongress (1815) getroffenen Vereinbarungen wurde das Kirchspiel Hamm an das Königreich Preußen abgetreten. Unter der preußischen Verwaltung wurde Fürthen der Bürgermeisterei Hamm im neu errichten Kreis Altenkirchen (Regierungsbezirk Koblenz) zugeordnet, der von 1822 an zur Rheinprovinz gehörte.
Nach dem Zweiten Weltkrieg wurde Fürthen innerhalb der französischen Besatzungszone Teil des damals neu gebildeten Landes Rheinland-Pfalz.
Bevölkerungsentwicklung
Die Entwicklung der Einwohnerzahl von Fürthen, die Werte von 1871 bis 1987 beruhen auf Volkszählungen:
| Jahr | Einwohner |
| 1815 | 156       |
| 1835 | 200       |
| 1871 | 303       |
| 1905 | 462       |
| 1939 | 587       |
| 1950 | 680       |

| Jahr | Einwohner |
| 1961 | 742       |
| 1970 | 852       |
| 1987 | 1.029     |
| 2005 | 1.245     |
| 2024 | 1.220     |

## Politik

### Gemeinderat
Der Gemeinderat in Fürthen besteht aus 16 Ratsmitgliedern, die bei der Kommunalwahl am 9. Juni 2024 in einer personalisierten Verhältniswahl gewählt wurden, und dem ehrenamtlichen Ortsbürgermeister als Vorsitzendem.
Die Sitzverteilung im Gemeinderat:
| Wahl | WGR *             | WGB *    | Gesamt   |
| ---- | ----------------- | -------- | -------- |
| 2024 | 10                | 6        | 16 Sitze |
| 2019 | per Mehrheitswahl | 16 Sitze |          |
| 2014 | per Mehrheitswahl | 16 Sitze |          |
| 2009 | per Mehrheitswahl | 16 Sitze |          |

### Bürgermeister
Ortsbürgermeister von Fürthen ist Michael Rzytki. Bei der Direktwahl am 26. Mai 2019 wurde er mit einem Stimmenanteil von 78,71 % wiedergewählt. Bei der Direktwahl am 9. Juni 2024 setzte er sich mit 60,6 % gegen einen Mitbewerber durch.

### Wappen
| Wappen von Fürthen | Blasonierung: „Durch einen silbernen sowie einen mit fünf goldenen Kantenwürfeln belegten grünen Bogen geteilt, oben ein blau gezungter goldener Löwenkopf auf Rot, unten ein nach rechts blickender, blau gezungter und gekrönter roter Löwenkopf auf Silber.“ |
| Wappen von Fürthen | Wappenbegründung: Die beiden Löwenköpfe symbolisieren die Wappentiere der Grafschaft Sayn und des Herzogtums Berg, die sich lange um die Hoheitsrechte im Grenzgebiet stritten, der silberne Bogen steht für die Flussschleife der Sieg, in welcher die Gemeinde liegt, die fünf Würfel für die fünf Ortsteile Fürthen, Opsen, Oppertsau, Kappenstein und Mümmelbach. |

## Verkehr
Die Gemeinde liegt an der Landesstraße 267 (jenseits der Landesgrenze L 112 in Nordrhein-Westfalen), von der im Ortsteil Fürthen die Kreisstraße 58 und in Oppertsau die K 60 abzweigen.
Durch Fürthen verläuft die Siegstrecke, eine Haupteisenbahnstrecke zwischen Köln und Siegen, auf dem Gemeindegebiet existiert jedoch kein Halt. Der nächstgelegene Bahnhof Au (Sieg) befindet sich in etwa 15 Gehminuten Entfernung auf der anderen Flussseite.

## Besonderheiten
- In Fürthen wurde 1990 in einer umgebauten ehemaligen Dorfschule die Ulu-Moschee eröffnet. Sie gehört zum Dachverband DITIB.
- Ein 200 m langes Stück der L 112 / L 267, das die Ortsteile Opperzau (Windeck) und Oppertsau (Fürthen) trennt, stellt nicht nur die Gemeindegrenzen dar, sondern ist zugleich auch die Ländergrenze zwischen Nordrhein-Westfalen und Rheinland-Pfalz. Zudem führt die Straße auf jeder Seite einen eigenen Namen: Siegstraße für die Oppertsauer Seite, Fürthener Straße für die Opperzauer Seite.